# Lannion
Lannionⓘ (bret. Lannuon) – miejscowość i gmina we Francji, w regionie Bretania, w departamencie Côtes-d’Armor.
Według danych na rok 1990 gminę zamieszkiwało 16 958 osób, a gęstość zaludnienia wynosiła 386 osób/km² (wśród 1269 gmin Bretanii Lannion plasuje się na 12. miejscu pod względem liczby ludności, natomiast pod względem powierzchni na miejscu 107.).
Jeszcze do niedawna Lannion było jednym z wielu sennych miasteczek Bretanii żyjącym własnym życiem i odizolowanym od reszty kraju, ze względu na brak inwestycji w regionie i dobrego połączenia z Paryżem.
W latach 70. staraniem rządów postanowiono ożywić tę część Bretanii dając impuls do rozwoju przemysłu telekomunikacyjnego. Dzięki tym działaniom Lannion stanowi dzisiaj ważne centrum telekomunikacyjne kraju. Swoje siedziby mają tutaj m.in. firmy Nokia, Sagem i France Telecom. Silnie rozwinięte jest również szkolnictwo średnie i wyższe w dziedzinie telekomunikacji.
Dzięki bezpośredniemu połączeniu lotniczemu z Paryżem i popularyzacji regionu, Lannion stanowi dzisiaj również ważne centrum turystyczne w Bretanii. Położone zaledwie kilkanaście kilometrów od Wybrzeża Czerwonego Granitu Lannion stanowi dobrą bazę wypadową w rejony północnej Bretanii.

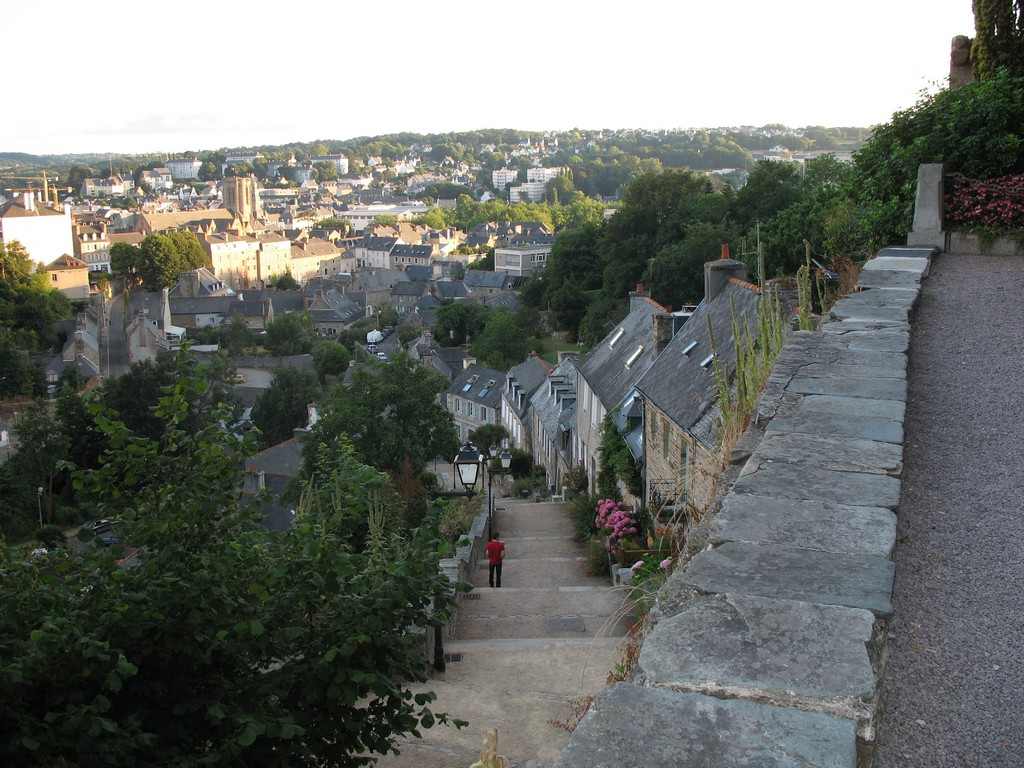
Lannion. Na pierwszym planie schody prowadzące do kościoła Brelevenez

Atrakcje turystyczne: zabytkowe kamienice wokół rynku, kościół Brelevenez, ścieżka spacerowa wzdłuż rzeki Leguer prowadząca z centrum miasta do ujścia rzeki, plaże Beg-Leguer, duże przypływy morskie, sztuczny tor kajakarstwa górskiego